# Wyssokoje (Medwenka)
Wyssokoje (russisch Высокое) ist ein Dorf (selo) in der Oblast Kursk in Russland. Es gehört zum Rajon Medwenka und ist Sitz der Landgemeinde (selskoje posselenije) Wyssokski selsowjet.

## Geographie
Der Ort liegt gut 33,5 km Luftlinie südwestlich des Oblastverwaltungszentrums Kursk im südwestlichen Teil der Mittelrussischen Platte, 7 km westlich des Rajonverwaltungszentrums Medwenka und 59 km von der Grenze zwischen Russland und der Ukraine entfernt am Fluss Reut (linker Nebenfluss des Seim).

### Klima
Das Klima im Ort ist wie im Rest des Rajons kalt und gemäßigt. Es gibt während des Jahres eine erhebliche Niederschlagsmenge. Dfb lautet die Klassifikation des Klimas nach Köppen und Geiger.

## Bevölkerungsentwicklung
| Jahr | Einwohner |
| ---- | --------- |
| 2002 | 495       |
| 2010 | ▼457      |

Anmerkung: Volkszählungsdaten

## Verkehr
Wyssokoje liegt, 8 km von der Fernstraße föderaler Bedeutung M2 „Krim“ (ein Teil der Europastraße E105), 15 km von der Straße regionaler Bedeutung 38K-004 (Djakonowo – Sudscha – Grenze zur Ukraine), 5 km von der Straße 38K-009 (M2 „Krim“ – 38K-004), an den Straßen interkommunaler Bedeutung 38N-223 (M2 „Krim“ – Leninskaja Iskra – Wyssokoje) und 38N-204 (38K-009 – Wyssokoje), 24 km vom nächsten Bahnhof Djakonowo (Eisenbahnstrecke Lgow-Kijewskij – Kursk) entfernt.
Der Ort liegt 96 km vom internationalen Flughafen von Belgorod entfernt.